# Ropalidia extrema
Ropalidia extrema är en getingart som beskrevs av Vecht 1962. Ropalidia extrema ingår i släktet Ropalidia och familjen getingar. Inga underarter finns listade i Catalogue of Life.